# Charvatce
Charvatce är en ort i Tjeckien.   Den ligger i regionen Mellersta Böhmen, i den centrala delen av landet, 50 km nordost om huvudstaden Prag. Charvatce ligger 220 meter över havet och antalet invånare är 184.
Terrängen runt Charvatce är platt. Runt Charvatce är det ganska tätbefolkat, med 70 invånare per kvadratkilometer. Närmaste större samhälle är Mladá Boleslav, 11,9 km nordväst om Charvatce. Trakten runt Charvatce består till största delen av jordbruksmark.